# Імперія Маратха
Імперія Маратха або Маратта (маратхі: मराठा साम्राज्य, Marāṭhā Sāmrājya), Конфедерація Маратха — індуська держава з центром у Західній Індії, що існувала з 1674 до 1818 року, охоплюючи в період найвищого розквіту більшу частину Південної Азії. Імперія Маратха значно розширилася за рахунок Імперії Великих Моголів після смерті її імператора Ауранґзеба в 1707, але, починаючи з Третьої паніпатської битви, почала втрачати територію і була остаточно розбита під час Англо-маратхських воєн. Фактичними володарями імперії Маратха стали пешви разом з іншими маратхськими родами — Гайквадами у м. Барода (Гуджарат), Скіндіями (Гваліор), Холкарами (Індор), Бхонсле (Нагпур).

## Історія
Маратхі у складі 96 кланів мали численні дрібні володіння на землях Біджапурського і Ахмеднарагського султанатів. Одини з напотужніших кланів маратхів у XVII ст. стають Бхонсле і Джадхаврао. 1610 року маратхи повстали проти ахмеднагарського султанату Бурхана Нізам-шаха III, які боролися до 1616 року. Шахаджі Бхонсле набув провідного становища і посади пешви за останнього ахмеднагарського султана Муртази Нізам-шаха III. Після повалення останнього 1636 року моголами отримав джагіри Сатару і Бангалор. Невдовзі Шахаджі повстав проти біджапурського султана Мухаммада Аділ-шаха, але не досяг успіху.

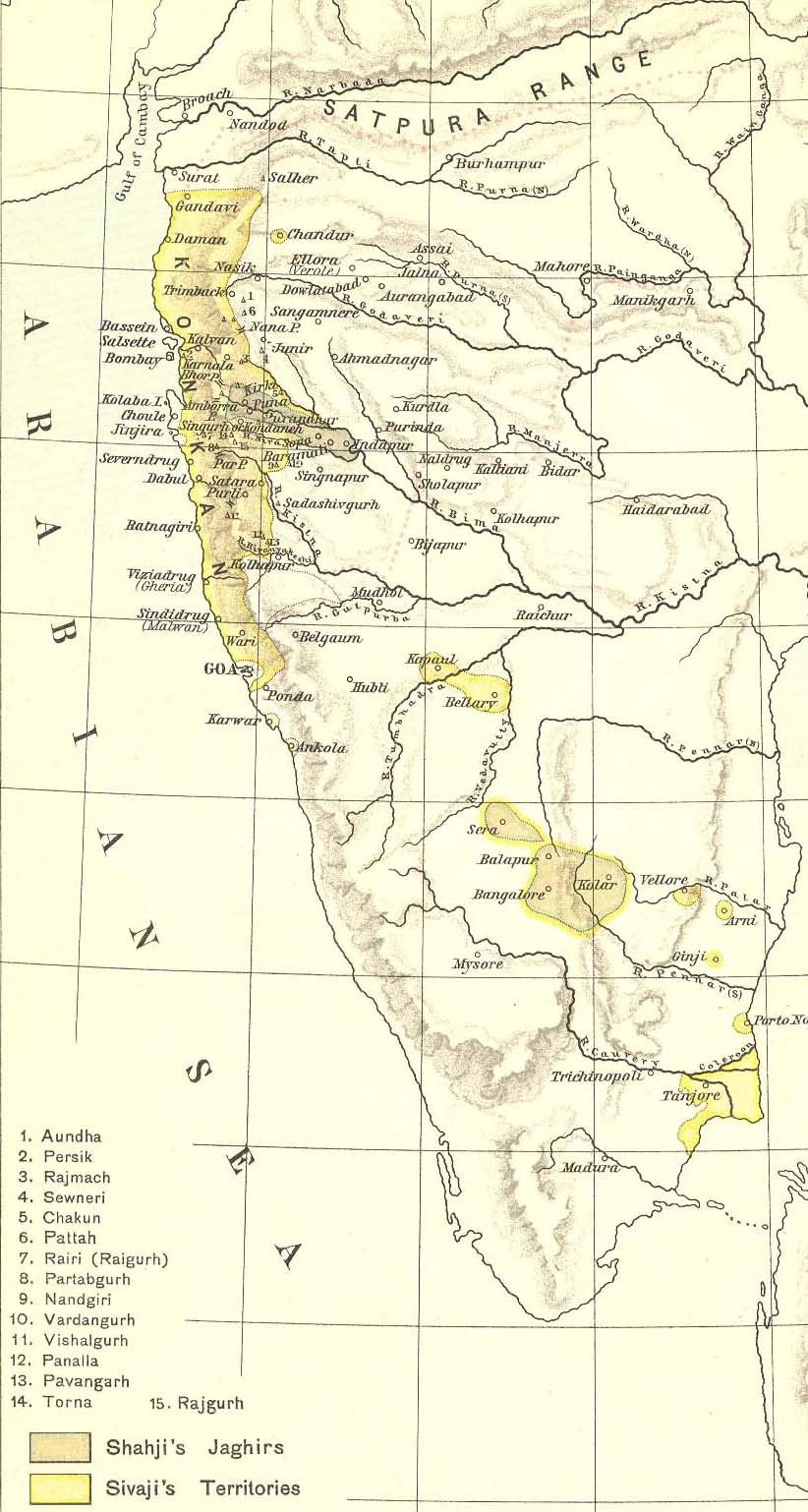
Володіня Шиваджі та Шахіджі

1642 року Шахаджі Бхосле розділив свої володіння, виділивши володіння синові Шиваджі Сатару. Останній очолив опір проти Біджапурському султанату у 1645 році, захопивши форт Торна, а потім багато інших фортів, перейшовши під свій контроль над територією та встановивши Хіндаві Сварадж'я (самоврядування). Він створив незалежну державу маратхів зі столицею Райгад. До 1660 року боровся проти біджапурців, коли змушен був визнати зверхність тамтешнього султана. Того ж року почав спротив могольським військам. 1664 року ззанав поразки, втративши 4/5 свого князівства. 1670 року розпочав нову війну проти Моголів. 1674 року оголосив себе чхатрапаті (на кшталт імператора). 1680 року зумів встановити зверхність над Тханджавурським князівством.
На час його смерті 1680 року володіння становило близько 4,1% Індостану, укріплене 300 фортами, мало близько 40 тис. кіннотита 50 тис. піхоти, а також військово-морськими силами вздовж західного узбережжя. Після смерті Шиваджі розпочалася війна між його синами Самбхаджі та Раджарамом.

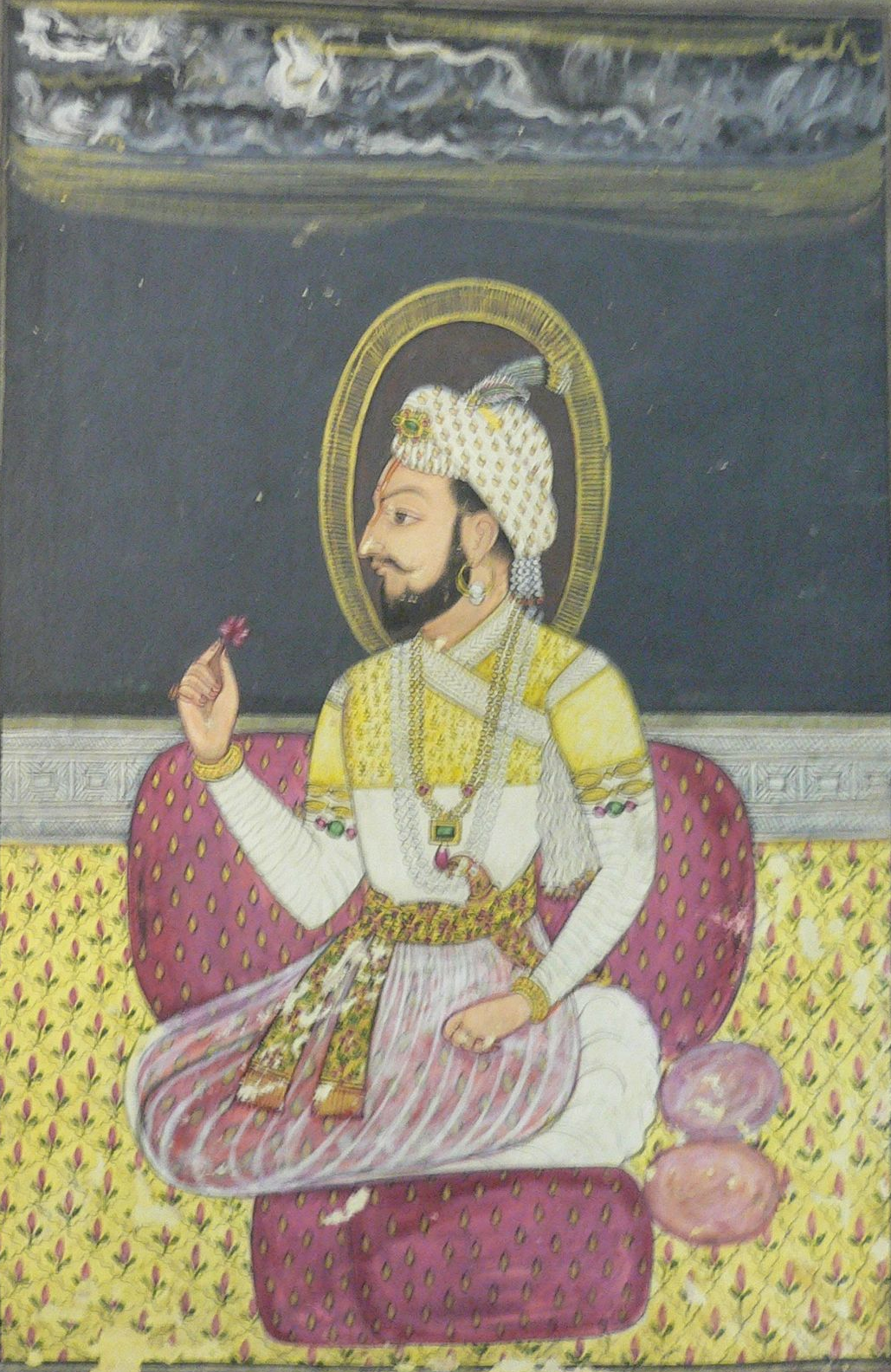
Самбхаджі

1681 року нього виступив могольський падишах Аурангзеб. Протягом наступних восьми років Самбхаджі успішно очолював маратхів проти Моголів. У 1687 році армія маратхів зазнала від моголів нищівної поразки у битві Ваї. У 1689 році Самбхаджі потрапив у полон.
Після смерті Самбхаджі на трон зійшов його зведений брат Раджарам. Облога Райгада силами Моголів тривала, і йому довелося тікати до Вішалгада, а потім до Гінгі, щоб знайти безпеку. Звідти маратхи здійснювали набіги на територію Моголів, і багато фортів були відбито. У 1697 році Раджарам запропонував перемир'я, але Аурангзеб відхилив цю пропозицію. Раджарам помер у 1700 році в Сінхагаді. Його удова, Тара Баї, взяла на себе управління від імені свого сина Шиваджі II. Проти них виступив Шахуджі, син Самбхаджі. Війна тривала до 1712 року, з деякими перервами. Й лише угодою 1731 року у Варні було визнано розділ держави маратхів на Сатарську (на чолі з Шахуджі), та Колхапурську (керувала Тара Баї та її син Самбхуджі I).
1713 року Шахуджі призначив пешвою Баладжі Вішванатха, який перебрав фактичну владу в Імперії Маратха. 1730 року представник клану Бхосле Раґходжі захопив Бхам в Гондвані, чим було розширено межі Імперії.
У 1719 році маратхи під керівництвом Баладжі вирушили до Делі разом із Саїдом Хуссейном Алі, субадаром Декана, та скинули падишаха Фарук-сіяра. Новий падишах Рафі-уд-Дарджат, маріонетка братів Саїдів, 1680 року надав Шахуджі права збирати чаут (податок у 25% від доходу) і сардешмукхі (додатковий 10% збір понад чаут) з шести провінцій Декана, а також повне володіння територіями, контрольованими Шиваджі. Після смерті Баладжі Вішваната в квітні 1720 року Шахуджі призначив пешвою його сина Баджі Рао I. Останній 1731 року зміцнив владу свого роду в державі та водночас розширив Імперію Маратхів у десять разів з 3% до 30% сучасного Індостану протягом 1720–1740 років. 1728 року було завдано поразки Гайдарабаду у битві при Палкеді. У 1737 році маратхи під командуванням Баджі Рао I здійснили набіг на передмістя Делі. Армія нізама Гайдарабаду вирушила до Делі, щоб врятувати Моголів від вторгнення маратхів, але зазнали рішучої поразки в битві при Бхопалі. Маратхи стягнули велику данину з Моголів і підписали договір, за яким Малава юридично перейшла до маратхів, які цю субу захопили ще у 1724 році. 1739 року захоплено порт Бассейн у португальців.
Баладжі Баджі Рао було призначено наступним пешвою, незважаючи на опір інших вождів маратхів. У 1740 році війська маратхів під командуванням Рагходжі Бхонсле, правителя Бхама, напали на Аркот і розгромили Доста Алі, наваба Аркота, на перевалі Дамалчеррі. У війні, що послідувала, загинули Дост Алі-хан, один з його синів Хасан Алі. Цей успіх підвищив престиж Імперії Маратха на півдні. З Дамалчеррі маратхи вирушили до Аркота, який здався їм без особливого опору. З грудні 1740 року до 14 березня 1741 року було захоплено ключові фортеці Аркотського навабства. Раджпутана також зазнала нападів маратхів у цей час. У червні 1756 року було завдано поразки португальцям у битві біля Гоа.
Водночас з 1741 по 1748 рік Рагхуджі Бхонсле здійснив 6 військових кампаній проти Бенгалії. В результаті землі Імперії розширилися до річки Хуглі, разом з Бераром і Оріссою.
У 1750 році було укладено Угоду в Сангалі, згідно якої усі головні посади у державі передавалися прихильникам пешви. З цього часу столицею Імперії Маратха стає Пуна, а влада чхатрапаті Раджарама II остаточно перетворилася на номінальну.
З 1751 до 1760 року з деякими перервами велася війна проти нізама Гайдарабаду, на боці якого виступив рід Гайквадів з Гуджарату. Пешву підтримали роди Скіндіїв та Бхонсле з Нагпуру. 1752 року було захоплено Доаб, а також падишах надав мартахам Аджмер і Агру. Зрештою 1760 року в запеклій битві біля Удгіра нізаму Салабат Джангу було завдано тяжкої поразки, внаслідок чого Імперія Маратха захопила частину західних володінь Гайдарабаду.
Місто Делі було розграбовано маратхами десять разів між 1737 і 1788 роками. Протягом цього періоду маратхи зґвалтували тисячі жінок, включаючи 350 дружина й донько падишахів, зокрема у травні 1754 року, коли Малхар Рао Холкар на чолі 20 тис. захопив табір падишаха Ахмад-шаха.

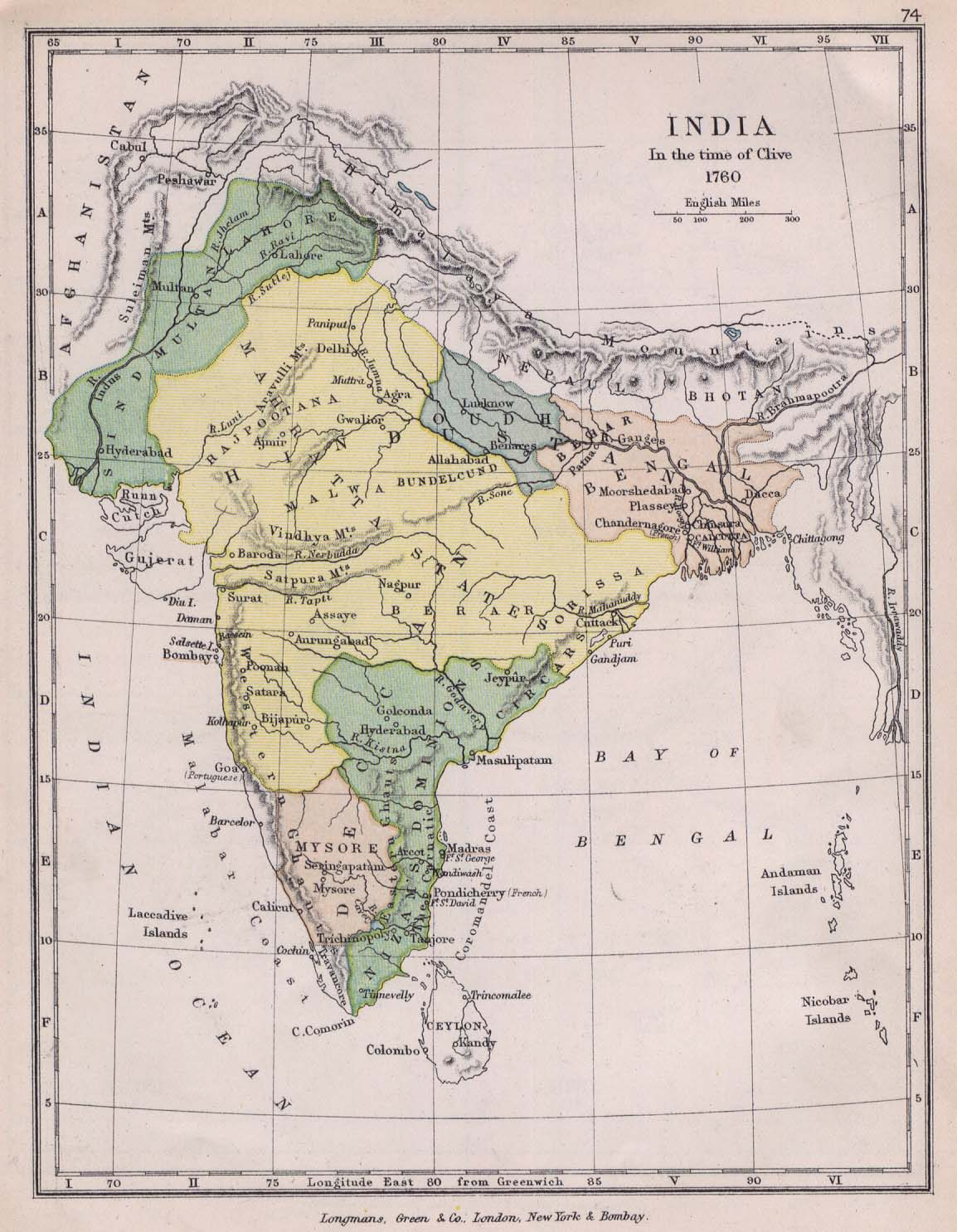
Імперія Маратха у 1760 році

1755 року вдалося частково приборкати рід Ангрія, що контролював узбережжя Конкан. У 1758 році Баладжі Баджі Рао вдерся до Майсуру, проте зміг повністю здолати військо на чолі з Гайдар Алі. Разом з тим встановив повний контроль над Аркотським навабством. 1756 року маратхи атакували афганців після розграбування Делі Ахмед-шахом Абдалі. 1757 року власне Делі було захоплено, де було знищено залогу Рохілханду. Це заклало основу для завоювання маратхами Північно-Західної Індії. Наслідком стала війна з Дуррунійською імперією. 1758 року після битви при Аттоку 1758 року маратхи захопили Пешавар. Їх союзником стада Сикхська конфедерація. 1759 року Ахмед-шах Абдалі перейшов у наступ. Але 1760 року маратхи знову перемогли афганців у Третій битві при Делі. 1761 року у вирішальній битві при Паніпаті, в якій маратхи зазнали ніщивної поразки від коаліції афганців, рохілла та аудського наваба Шуджи ад-Даули. Наслідком стала втрата Імперією Маратха волоіднь в Пенджабі та Делі. З цього часу Імперія Маратха фактично перетворилася на Конфедерацію маратхських держав, що номінально визнавали владу пешви.

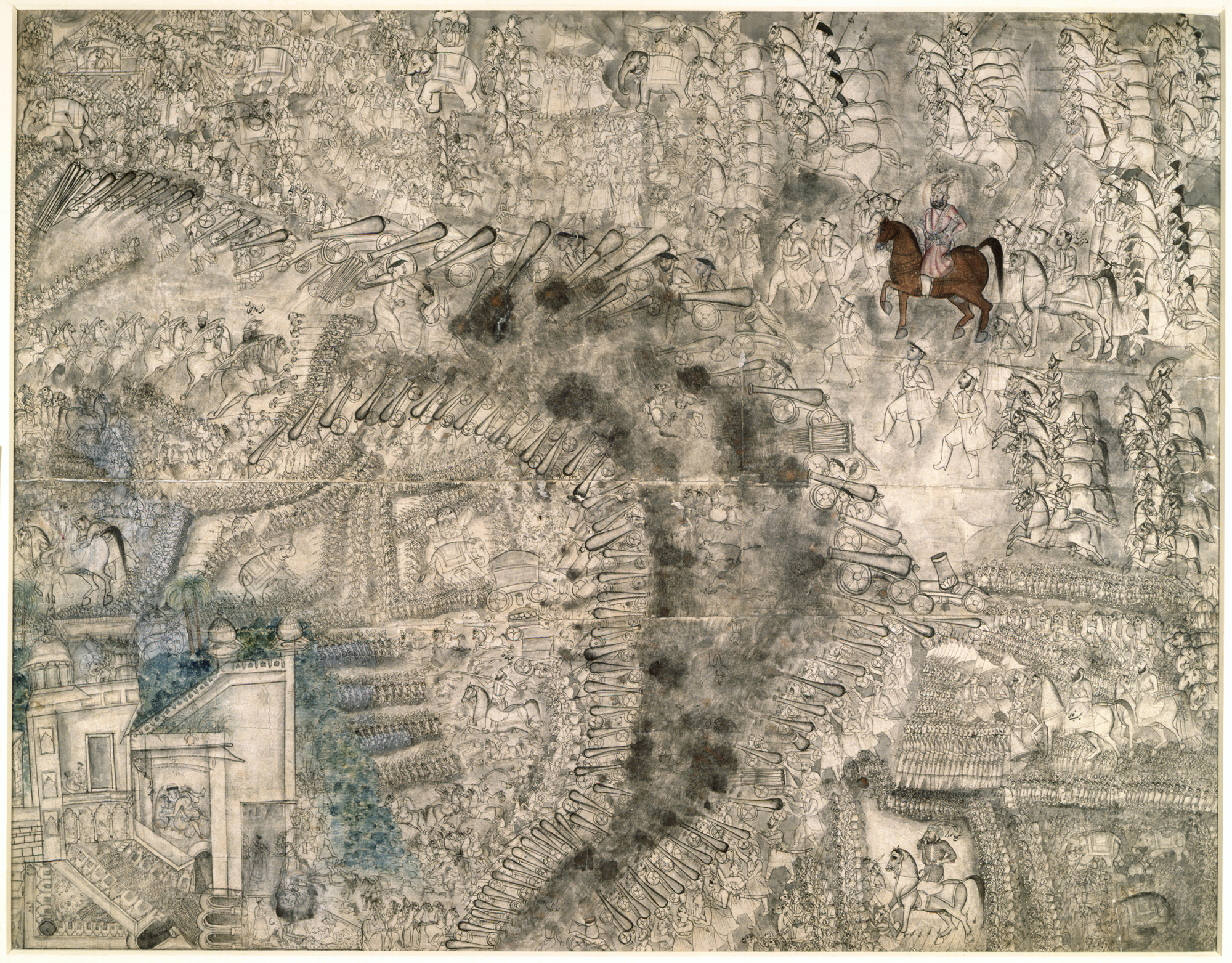
Третя Паніпатська битва 1761 року

Маратхи налаштували проти себе джатів та раджпутів, обкладаючи їх великими податками, караючи їх після перемоги над Моголами та втручаючись у їхні внутрішні справи. Похід нового пешви Мадхав Рао I проти Гайдар Алі, султана Майсура, не дав міцного успіху. 1763 і 1765 роках було завдано поразки Джаноджі, магараджі Наґпуру, що намагався оскаржувати владу пешви. Але 1765 року колхапурський магараджа Шиваджі II здобув незалежність від пешви. 1766 році було укладено союз з Гайдарабадом. Також вдалося перемогти джатів та раджпутів, що повстали. У 1767—1769 роках пешвою остаточно приборкано самостійність Наґпуру. 1771 року вдалося знову захопити Делі, де було поставлено падишахом Шах Алама II, що став фактично маріонеткою маратхів.
1772 року маратхи спустошили Рохілханд в посмсту за допомогу афганцям. Того ж року було придушено спробу падишаха скинути маратхську залежність. Спроба підкорити навабство Ауд стикнулося з союзом останнього та Британської Ост-Індської компанії, що на той час захопила Бенгалію і Берар. Битва при Рамґаті не виявила переможця, але раптова смерть пешви припинила війну.

Імперія Маратха у 1785 році

Наслідком стало подальший розпад Імперії, де Скіндії, Холкари, Бхонсле і Гайквади стали фактчино незалежними. Цьому також сприяла боротьба за владу в родині пешви. 1773 року владу захопив Раґханатх Рао, вбивши Нараян Рао. У 1774 році Раґханатг Рао було скинуто групою так званих «Дванадцяти» на чолі з деваном (першим міністром) Наною Фарнавішем. Останній фактично перебрав владу у державі за малолітнього пешви Мадхав Рао II. Але 1775 року Раґханатх Рао спровокував війну з Британською Ост-Індською компанією, що тривала до 1782 року. За умовами Салбайського договору, за умовами якого британці отримували острів Салсет.
У 1780-х роках Скіндії на чолі із Махаджі збільшували свій вплив та володіння на північному заходу, а Холкари під проводом Тукоджі Рао I — на півдні, де доводилося постійно боротися проти джатів, раджпутів та Майсурського султанату. У 1785—1787 роках внаслідок перемоги у останній маратхо-майсурській війні султан Тіпу Султан зобов'язався щорічно данину у 12 лакхів рупій. У 1792 році відбулася війна між Скіндіями та Холкарами за панування в Імперії, в якій останні зазнали ніщивної поразки.

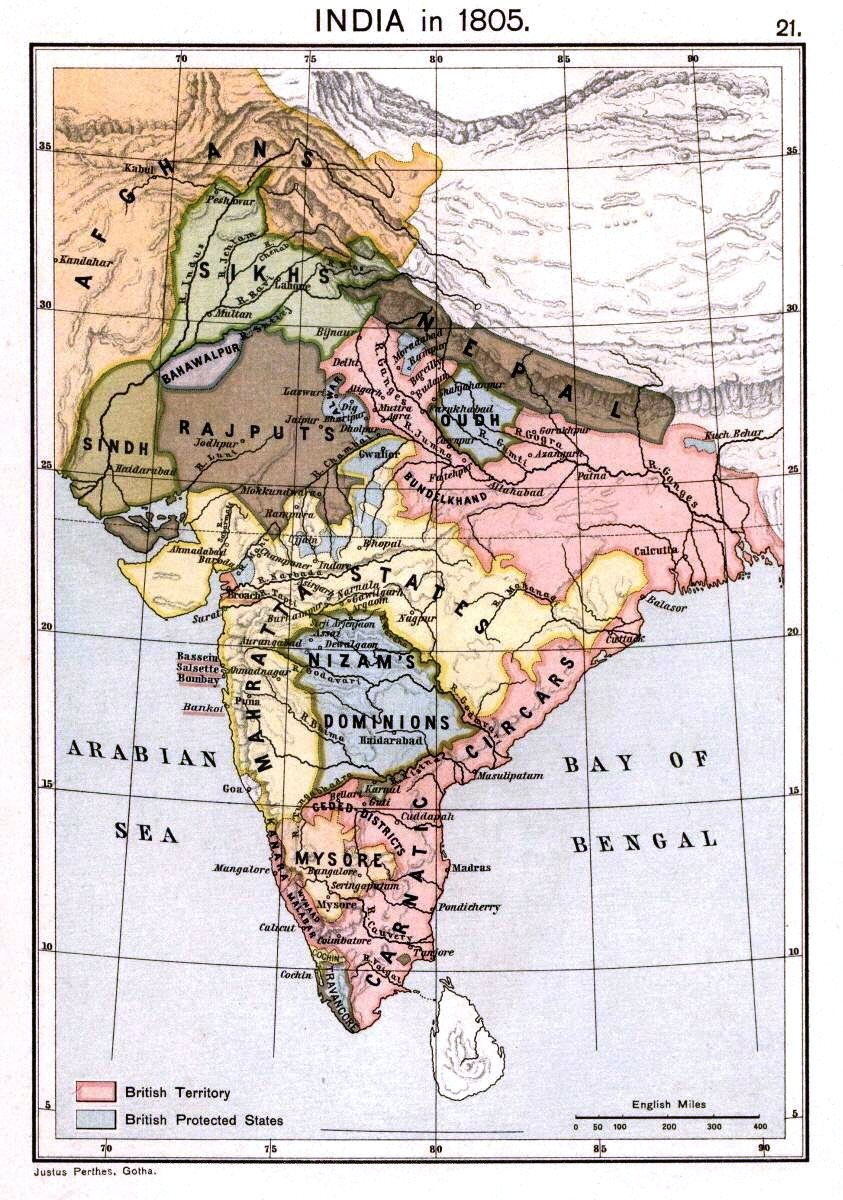
Імперія Маратха у 1805 році

За нового пешви Баджі Рао II фактична влада зосередилася у Нани Фарнавіса та магараджи Даулат Рао Скіндії. 1795 року було переможено коаліцію Гайдарабуді Колхапуру, внаслідок чого володіння пешви було розширено за рахунок міст Даулатабад, Аурангабад і Шолапур. 1798 року Фарнавіс й Скіндія підтримали Британську Ост-Індську компанію у війні проти майсурського султана Тіпу Султана. 1799 року почалася нова війна за владу між Скіндіями та Холкарами, в якій 1802 року переміг Ясвант Рао I Холкар. У свою чергу пешва втік до Бомбею, де підписав Басейнську угоду, якою ставив під контроль англійців уряд пешви. Це спричинило Другу англо-маратхську війну. Під ворожою загрозою Скіндії, Холкари та Бхонсле зуміли утворити союз, а їх війська діяли окремо та неузгоджено. Початок війни співпав з сильним неврожаєм і масовим голодом 1803 року. Внаслідок поразок мартахи вимушено уклали Раджґатський договір, за яким Імперія (Конфедерація) Маратха поступалася на користь Британської Ост-Індійської компанії землями між Пенджабом і Бенгалією, у тому числі долиною Ґанґу з містом Делі та приморським округом Орісси Каттак, портом Бгаруч..

Індія після Третьої англо-маратхської війни

Згодом маратхи не змогли тримати під контролем свої збройні сили, і багатотисячні загони найманців (піндарі) під керівництвом колишніх воєначальників маратських князів вчиняли набіги як на території різних князівств, так і на землі під британським контролем. Потреба приборкати ці напади 1817 року призвела до Третьої англо-маратської війни, за результатом якої 1818 року було укладено Гваліорський і Мандесварский договір. Відповідно до нього було ліквідовано інститут пешв, їхні володіння перейшли під британське управління, а численні князівства Раджпутани, центральної та західної Індії стали формальними васалами Британської Ост-Індської компанії на умовах сплати данини й відмови на користь Компанії від самостійної зовнішньої політики. У найбільших князівствах були постійно розквартировані залоги британо-сіпайських військ. Сліди автономії залишились тільки у маленьких державах Колхапур і Сатара, де правили нащадки Шиваджі. Цим Імперія Маратха припинила своє існування.

## Територія
На самому піднесенні у 1760 році Імперія охоплювала значну територію Індійського субконтиненту, поширювалася від Пенджабу на півночі до Гайдарабаду на півдні, Кача в Гуджараьі на заході до Ауда на сході. Загалом володіння в цей час володіння становили 2,5 млн км². Імперія Маратха межувала з Аудом і Раджпутаною на півночі. Окрім данниками були Майсурський султанат, Гайдарабад, Бенгальське і Аркотське навабства, раджпутські магарджи.

## Устрій
Спочатку створювалася як класична індуїстська монархія з міцною владою правителя. Система управління було створено Шиваджі. Вищу політичну, військову та судову владу мав чгатрапаті (на кшталт імператора). Йому підпорядковувався аштапрадган (Рада восьми) — на кшталт Кабінету міністрів на чолі із пешвою (такою відомий як пантпрадган). З 1713 року роль пешв з роду Бгат стало зростати, внаслідок чого з 1731 року влада чгатрапаті стала фактично номінальної, а усіма справами Імперії Маратха займався саме пешва. Іншими членами аштапрадхану були чітніс  — особистий секретар чгатрапаті, що за відсутності пешви виконував його обов'язки,аматья або мазумдар — завідував фінансами), мантрі —керував внутрішніми справами, особливо розвідкою та шпигунством, сенапаті – головнокомандувач, сумант — керував відносинами з іншими державами, сачів – імперський секретар, ньяядх'якша – головний суддя, здійснював правосуддя у цивільних та кримінальних справах. Також важливою була посада пандітрао – верховного жерця.
Під час військових дій прадгани (члени Ради восьми), окрім ньяядх'якши, виконували військові завдання, а їхніми цивільними обов'язками займалися заступники.
До 1771 року влада пешви в Імперії загалом була міцною, а його авторитет значним, що дозволяло активно розширювати кордони та боротися з ворогами. Після 1773 року Імперія Маратха фактично перетворюється на конфедерацію маратхських держав, які боролися за вплив на центральний уряд.

### Чгатрапаті
- Шиваджі (1674–1680)
- Самбхаджі (1680–1689)
- Раджарам (1689–1700)
- Шиваджі II (1700–1714)
- Шахуджі (1707–1749)
- Раджарам II (1749–1777)
- Шахуджі II (1777–1808)
- Пратап Сінґх (1808–1839)

### Пешви
- Моропант Тримбак Пінгл (1674–1683)
- Нілакант Морешвар Пінгале (1683–1689)
- Рамчандра Пант Аматья (1689–1708)
- Бахіроджі Пінгале (1708–1711)
- Паршурам Тримбак Кулкарні (1711–1713)
- Баладжі Вішванатх (1713–1720)
- Баджі Рао I (1720–1740)
- Баладжі Баджі Рао (1740 – 1761)
- Мадхав Рао I (1761 – 1772)
- Нараян Рао (1772 – 1773)
- Раґханатх Рао (1773 – 1774)
- Мадхав Рао II (1774 – 1795)
- Баджі Рао II (1796 – 1818)

## Суспільство
Основу становили касти, що поділялися на екзогамні групи (куль), які мали свої тотеми (девакі). Цей поділ зберігається до тепер. Провідними були касти кштаріїв та брагманів. Цікаво, що засновник Імперії Шиваджі  належав до касти шудр. За великий хабар вдалося знайти брагмана, який вивів родовід Шиваджі від кшатріїв Сісодіїв. Разом з тим інші магарджи були вищої за кастою становищем. Скіндії, Гайквади, Ангрії (спадкові адмірали та правителі Конкані) належали до кштаріїв, спадкових очільників великих сіл (тому їх попереднім призвіщем було Паьіл).  Холкари (одним з провідних родів Імперії) належали до касти пастухів дганґар варни вайш'їв. Втім їх просування державними щаблями та набуття власних володінь тісно пов'язано було з участю у військових діях. В часи численних походів маратхів саме вояки мали можливість зробити стрімку кар'єру. Найвищий статус мала родина Бгат (династія пешв), що належала до касти брагманів.
Рабство переважно було представлено жінками та дітьми. У рабині потрапляли жінки нижчих каст, звинувачені в перелюбі (жінкам же з вищих каст за ту саму провину загрожував лише вигнання з касти). Жінки-рабині були представлені двома категоріями – кунбіні (для робіт по дому та сільському господарстві) та батик (сексуальна праця – як для господаря, так і для роботи в будинках танцю). Часто чиновникам платили платню жінками-рабинями.

## Економіка
Основними заняттями було землеробство (вирощували просо, пшеницю, рис, кукурудзу, бобові, арахіс, кунжут, льон, бавовник, тютюн, цукрову тростину), а також городництво. На узбережжі культивували кокосову пальму, банани, було розвинене скотарство.
Важливе місце в ремісництві займало виготовлення бавовняних орнаментованих тканин і виробів із таких різновидів тканини. Інші ремесла: різьблення по дереву, каменю, слоновій кістці, рогу, виготовлення виробів із міді з карбуванням і накладним орнаментом, плетених виробів, дитячих ляльок. Окремою галуззю ремесла було зброярство. Все це виготовлялася в державних та приватних карханах (майстернях).
Втім найбільше поповнення скарбниці складала військова здобич, грабунок захоплених міст, зокрема часто він них стражадли Делі та навколишня територія, Бенгалія, Гайдарабат та південь Індостану.
З торговельних суден брали джакат за право вільного проходження. Втім значний відсоток поповнення скарбниці становили чаут (податок у 25% від доходу) і сардешмукхі (додатковий 10% збір понад чаут) з міст та суб (провінцій) Імперії Великих Моголів та інших монархій, данина залежних держав. Чверть збору, що називалася бабті, йшла чгатрапаті, і він також мав дискреційні повноваження щодо виділення надгаунді, доходи яких становили 3% від загальної суми збору. Також 6% зборів чаут надавалося панту сачіву, посадовцю, відповідальному за королівський секретаріат, і називалося сахотра. Проте 2/3 зборів залишалися у сардарів маратхів, які збирали податки та використовували їх для утримання своїх військ. Ця частина збору називалася мокаса. Також збиралися податки на землю, ремесла та торгівлю.
Але з 1780-х років відбувається поступовий занепад господарства внаслідок постійних війн, до чого додалося зменшення прибутків від чаута. Початок правління пешви Баджі Рао II співпало з посиленням зубожінням селянства та зростанням селянської заборгованості. 1803 року під час другої англо-маратхської війни стався масовий голод. Пешва та його радники вирішили отримати дохід торгівлею жінками з нижчих каст та оподаткування їх придбання. Натакшала (будинки танцю — на кшталт борделю) приносили чималий прибуток пешві.
Торгівля велася як усередині конфедерації, і з іншими державами, зокрема ыснувала й морська торгівля, але у незначних обсягах.

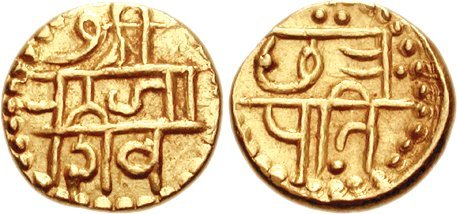
Золотий гон Шиваджі

Основною валютою для розрахунки була срібна рупія. Першим власні рупії став карбувати Шиваджі. Останній напркиінці панування став карбувати золоті монети гон, але карбування їх залишалася невеликою й за наступних правителів та в період пешв.

## Збройні сили

### Військо

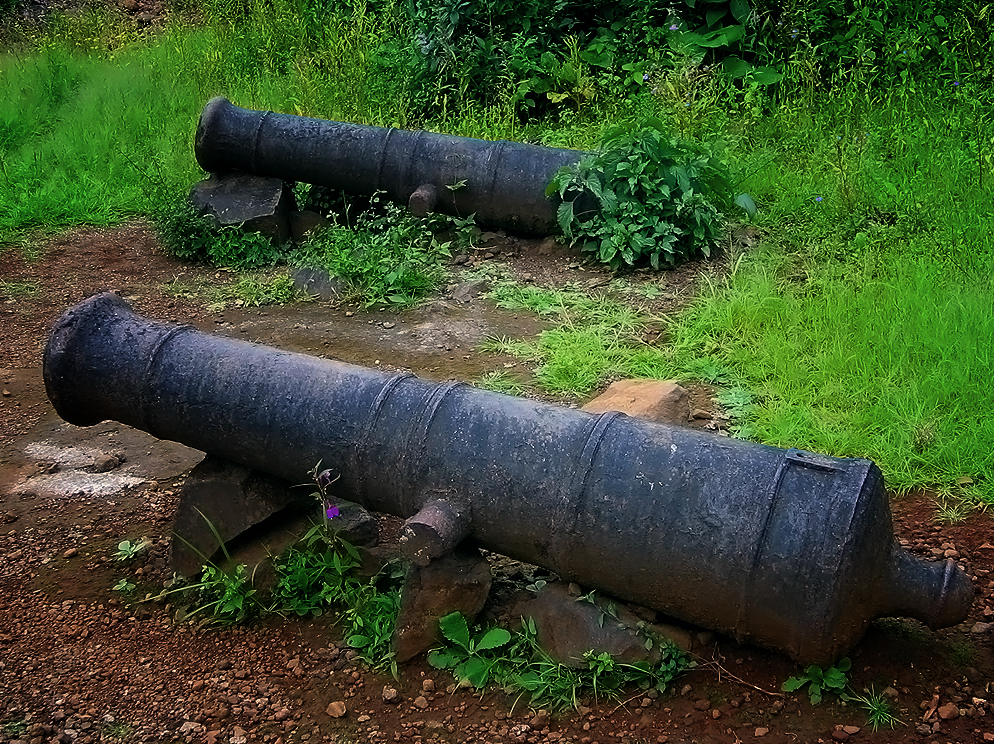
Гармати у фортеці Райгад

Протягом свого існування пройшла декілька етап формування та реформування підрозділів. Шиваджі створив невелику сухопутну армію. Для кращого управління скасував джагіри для військових офіцерів та запровадив систему зарплати за службу. На цьому етапі надавалося більше уваги піхоті (мавали), ніж кінноті, враховуючи пересічену гірську місцевість та фінансові можливості. Артилерія здебільшого обмежувалася фортецями маратхів, які розташовувалися на вершинах пагорбів, оскільки це давало стратегічну перевагу. Шиваджі наймав іноземних (переважно португальських) найманців для допомоги у виробництві зброї, насамперед ливарників з Гоа для виготовлення гармат.
Маратхи використовували мушкети, фітильні рушниці, фірангі, палиці, луки, списи, кинджали тощо. Кавалерія їздила на коні породи бхімтаді, який був виведений шляхом схрещування арабської та місцевої порід коней. Мушкетерами зазвичай були найманці з регіону Конкані.

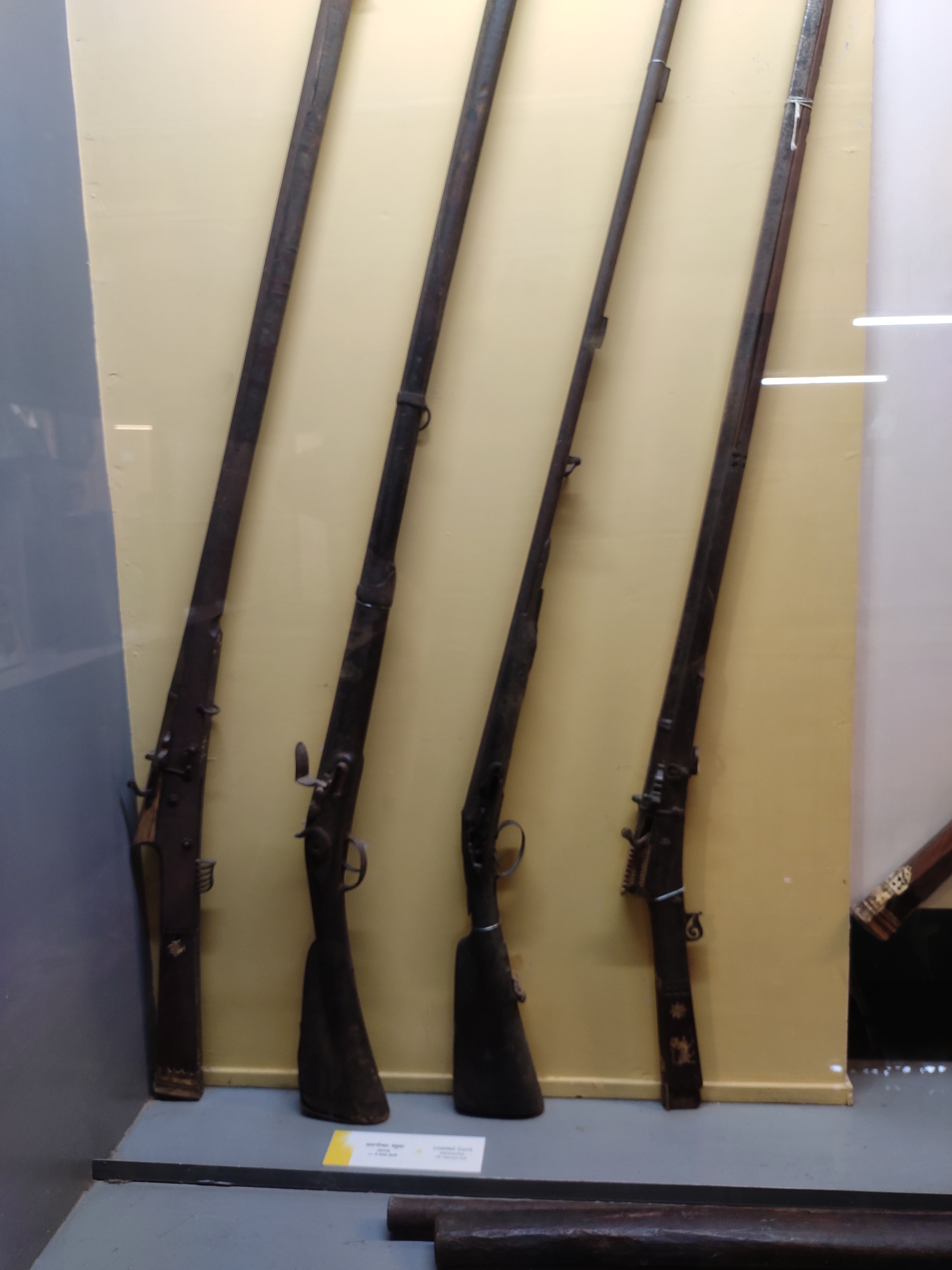
Маратхські мушкети

Піхотою керував сарнобат, що підпорядковувався сенапаті. Під його орудою були саат-хазарі, хазарі, джамдар, хавалдар, наяк. Рядовий звався пек.
Кіннота складалася з шиледарів (тих, хто мав власного коня та спорядження). На відміну від них баргір отримував коня та спорядження з державних запасів. Баргір були рядовими кіннотниками. Сенапаті стояв на чолі кінноти та піхоти, але зазвичай він був вершником. Кіннотою керували панч-хазарі, хазарі, джумледар, хавалдар.
Також допоміжними силами стали наймнці-піндарі, що скаладлися як з індусів, так й мусульман. Вони були вершниками та піхотинцями, не отримували зарплатню, а живилися грВиявили високу ефективність проти ворогів за рахунок вміння організовувати швидкий та хаотичний наступ на ворожі території, але також викликали нарікання нападами та рейдами проти власних союзників.абунком. В їх завдання входило розвідка та створення розгардіяжу у тилах та володіннях супротивника. Поступово їх кількість зростала, допоки вони не стали проблемою на початку XIX ст.
У 1680—1707 роках маратхське військо застосовувало партизанську тактику, оскільки якісно та кількісно не могла протидіяти Могольській армії.

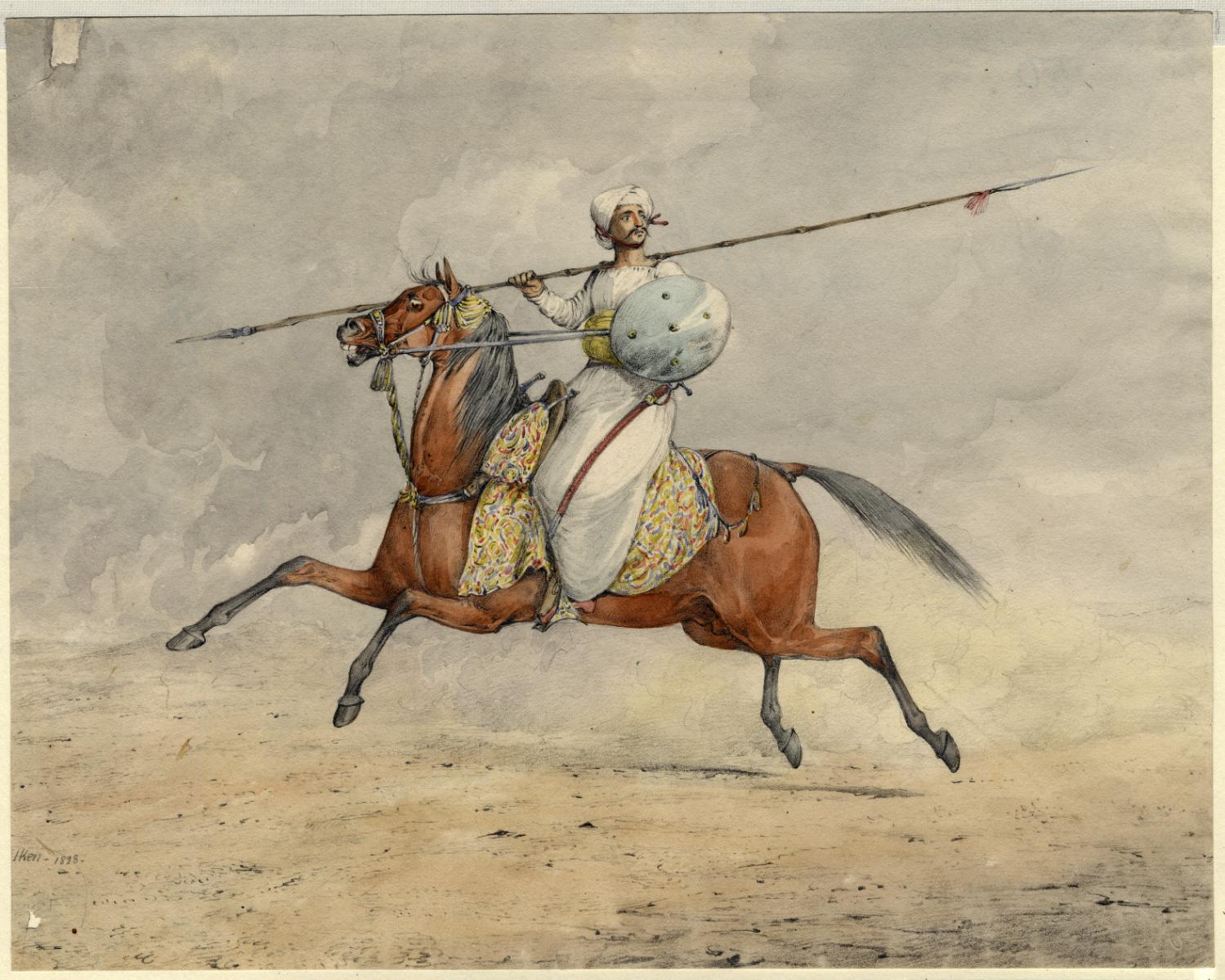
Легкий маратхський вершник

Після 1720 року основою війською стає легка кіннота, чому в значні мірі сприяв пешва Баджі Рао I. Активно взаємодіяла кіннота та артилерія, які застосовували тактику задушення: гармаши накривали наче кодрою великою кількостю ядер ворога, а кіннота охоплювала супротивника з флангів. Армія в цей час досягла 100 тис. вояків.

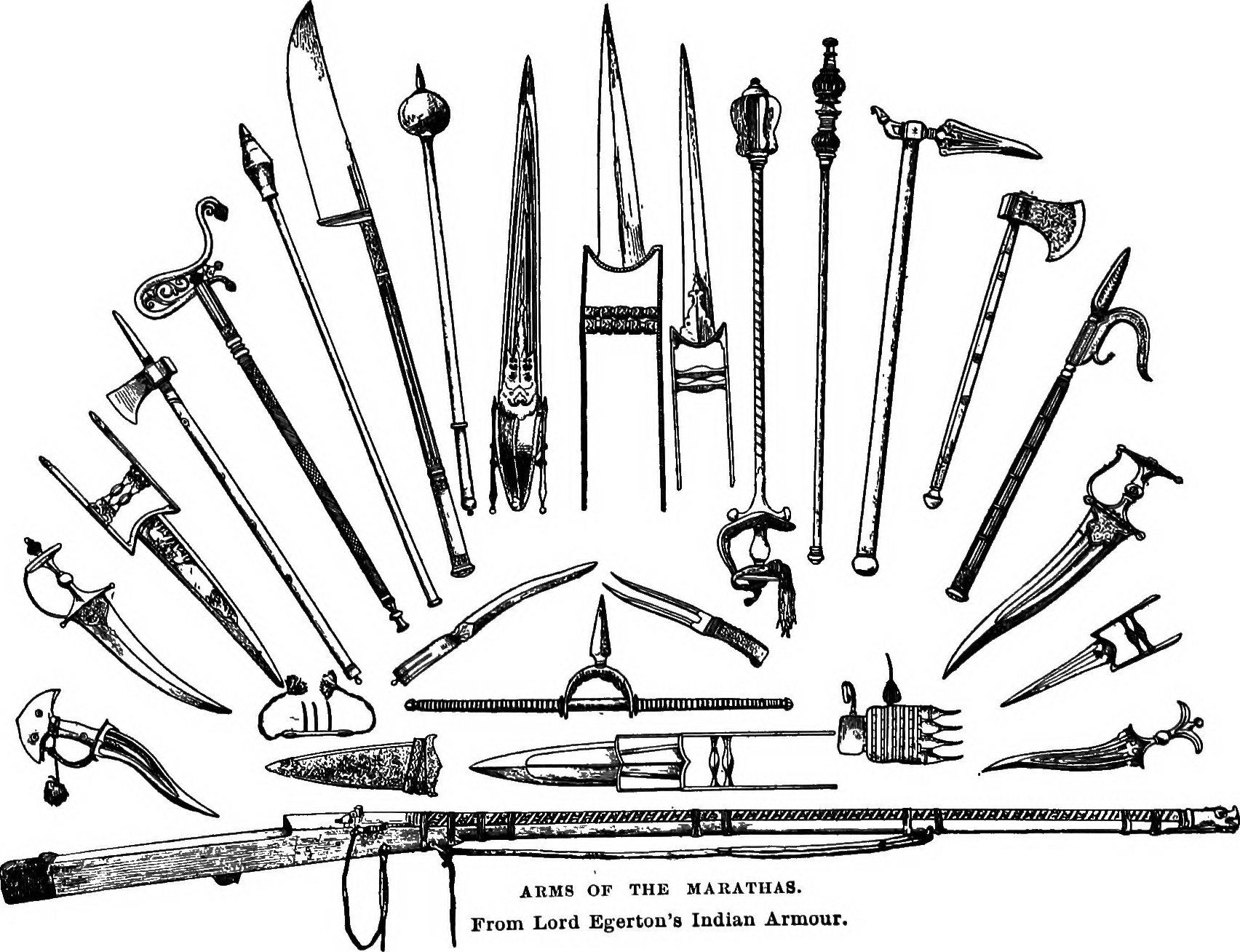
Зброя маратхів

З 1750-х років починає формуватися піхоти за європейським зразком. Водночас найнятий Ібрагім Хан Гарді реформував маратхську артилерію, яка тепер окрім легких замбаруків (вертушок, встановлених на верблюдах або слонах) тепер мала важкі польові гармати загальною кількістю 200, а кількість гармашів досягла 9 тис. осіб.
після поразки маратхів 1761 року у Третій Паніпатській битві кожна з частин Імперії стала самостійно розвивати своє військо. Так, пешва Баджі Рао II найняв португальських фахівців — братів Хосе Антоніо і Фрашиску Пінто. Було створено елітну кінноту пешви (хузуратів), що була озброєна фітільними рушницями.
Махаджі Скіндія зосередив свою увагу на розвитку артилерії та найняв французького фахівця Бенуа де Буаня. Останній впровадив батальойну систему: кожен батальйон мав 400 вояків, 5 гармат (1 гаубицю та 4 польові гармати) на чолі із французом. 10 батальйонів станвоили 1 табір. Кожен табор мав 30 облогових гармат (16- та 24-фунтові гармати), окрім мінометів, гаубиць та мушкетів, встановлених на верблюдах. Між 1790 і 1803 роками було сформанова 5 таборів. Також додалася облогова артилерія, що нараховувала 50 бронзових гармат, половина з яких були гарматами великого калібру. Було винайдено нову зброю з шістьма з'єднаними разом стволами мушкетів. Ще однією новинкою був корпус швидкої допомоги, відповідальний за надання допомоги пораненим солдатам (включаючи солдатів противника). Під керівництвом Махаджі Сіндії до армії маратхів були набрані раджпутські та мусульманські піхотинці. Крім того, його кавалеристи мали іншу форму - довгі штани на відміну від коротших у пешви і Холкарів. Махаджі також створив гвардійський підрозділ, відомий як «Декканські непереможні» у кількості 27 тис. вояків.
За цим Холкари, Бхонсле також створили підрозділи гармашів, якіх навкали французи. Джаноджі Бхонсле створив дві піхотні бригади із сучасною військовою підготовкою, проте без жодних європейських офіцерів.

### Флот

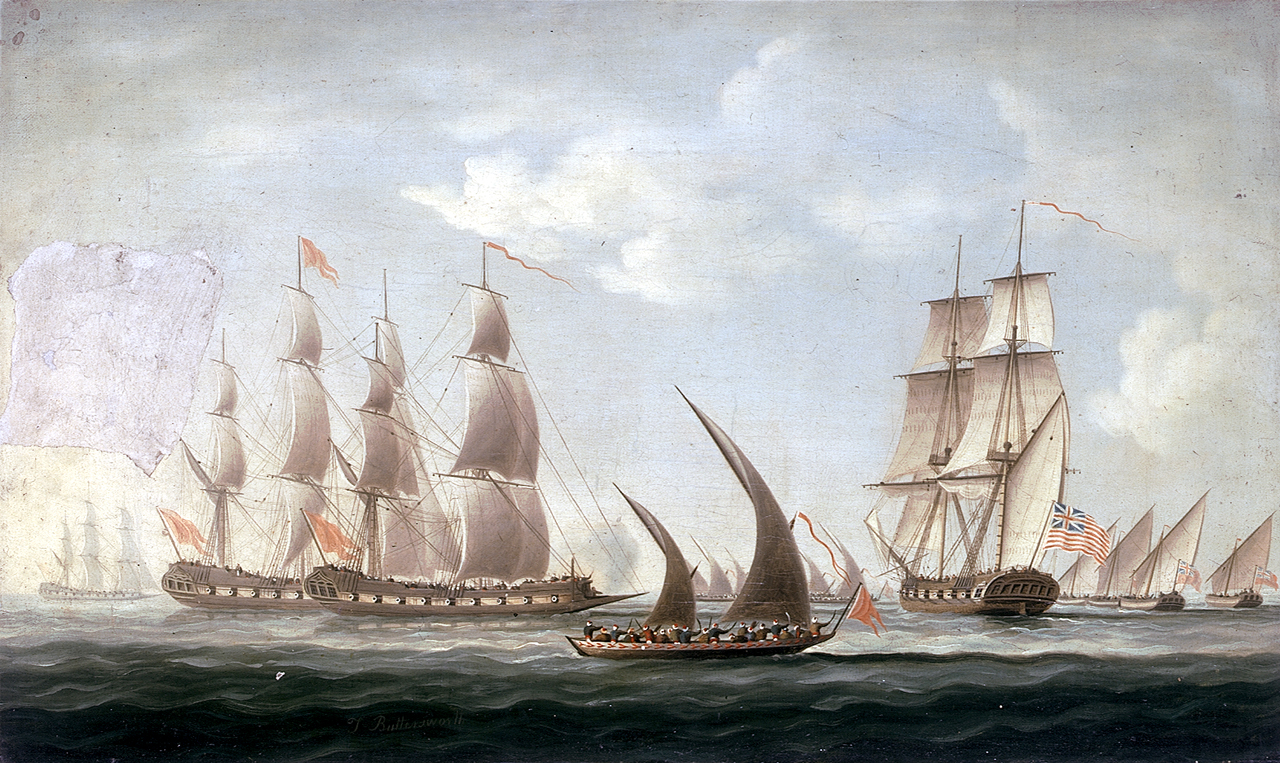
Атака 2 грабів і 1 галлівата на судно Британської Ост-Індської компанії

Шиваджі взявся за будівництво кількох військово-морських баз уздовж узбережжя сучасної Махараштри. Він організував два флоти – один під командуванням саркхела (адмірала) Майнака Бхандарі, а інший під командуванням Даулат Хана. Флот маратхів складався переважно з народу конкані; проте ним командували переважно найманці, включаючи сідді (нащадки африканських рабів) та португальців. Близько 1659 року флот маратхів складався з приблизно 20 військових кораблів. Португальського морського офіцера Руї Лейтау Вієгаша було прийнято на посаду командувача флоту, частково тому, що маратхи хотіли ознайомитися з португальськими військово-морськими технологіями та можливостями. 1674 року флот збільшився до 57 суден з 5 тис. вояками. Основу становили галлівати (військові човни) водотоннажністю від 30 до 150 тонн. Потім додалося 3 трищоглових граби (військових кораблів).
За Самбхаджі маратхський флот активно нападав на торговельні судна Великих Моголів та європейських компаній, яких маратхи вважали ворогами, оскільки ті торгували з Моголами. Самбхаджі намагався поліпшити флот, запрошуючи для цього фахівців. Під час його правління флот маратхів міцно контролював узбережжя від Тарапура в Північному Конкані до Карвара в Північній Карнатаці, за винятком Бомбея, Джанджіри та Гоа. Але з 1687 року флот маратхів став зазнавати невдач, оскільки він був недосконалим.

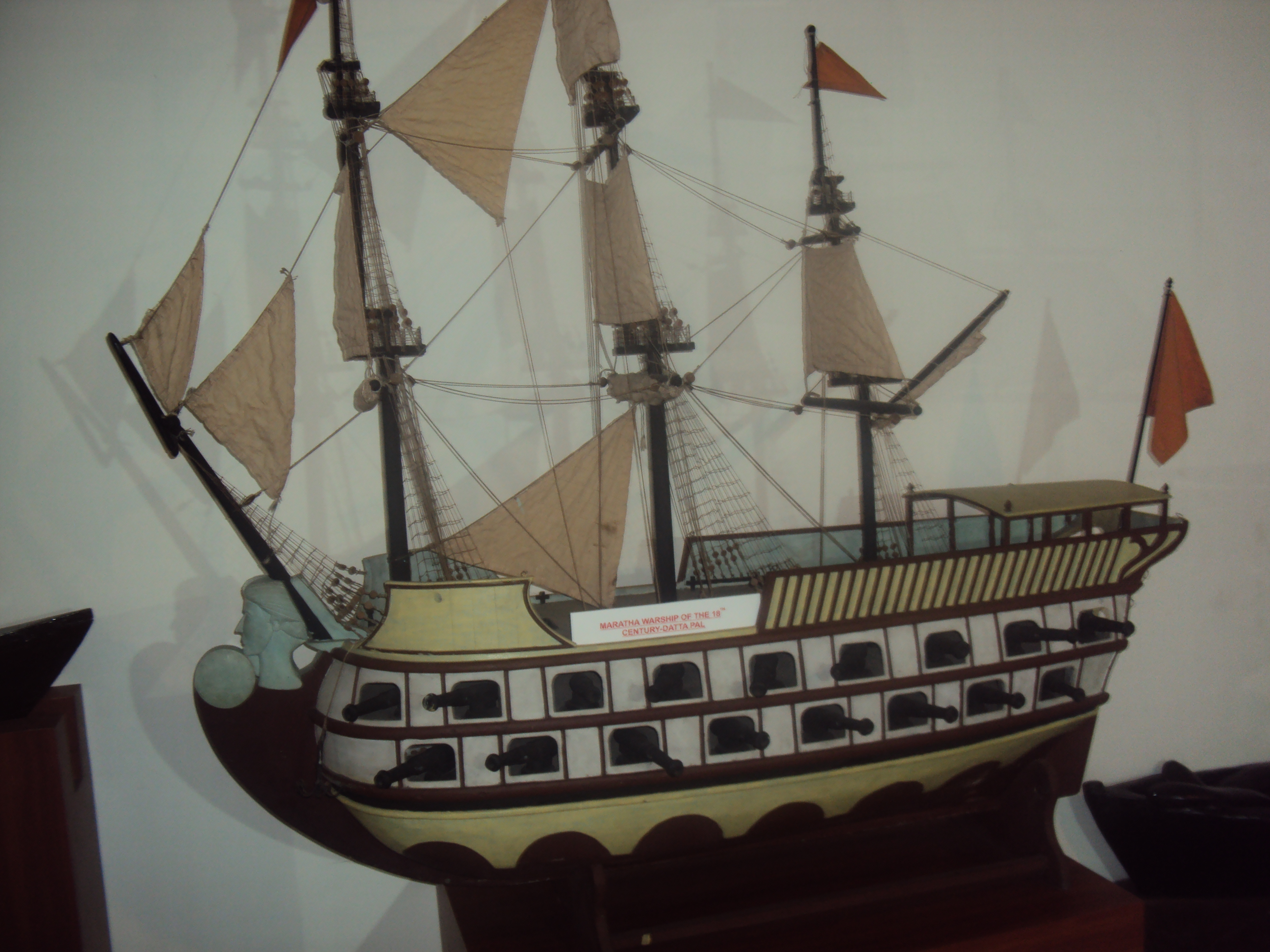
Маратхський пал. Модель

Відродження флоту пов'язано з особистістю Канходжі Ангрією. Було створено військово-морську базу у Віджаядурзі з верфями для будівництва суден, встановлення гармат та підготовки кораблів до плавання. Тепер маратхський військово-морський флот складався з 10 грабів та 50 галліватів. Галліват мав водотоннажність менше 120 т, тоді як граб міг сягати 400 т. Граби мали бортові батареї з 6- та 9-фунтових гармат, а на головних палубах несли дві 9- або 12-фунтові гармати. Ці гармати були спрямовані вперед через ілюмінатори, прорізані в перегородках. Галівати здебільшого були озброєні легкими поворотними гарматами, але деякі також мали шість або вісім гармат, 2- або 4-фунтових. Ці човни рухалися 40—50 весел. Іншим типом кораблів, що використовувався, був пал (військовий корабель маратхів), який був трищогловим судном з гарматним озброєнням. До початку XVIII ст. Канходжі Ангрія контролював усе узбережжя від Савантваді до Мумбаї, що є всім узбережжям сучасної Махараштри. Він побудував укріплення майже на всіх струмках, бухтах та гаванях, такі як фортеці або цитаделі з навігаційними спорудами.

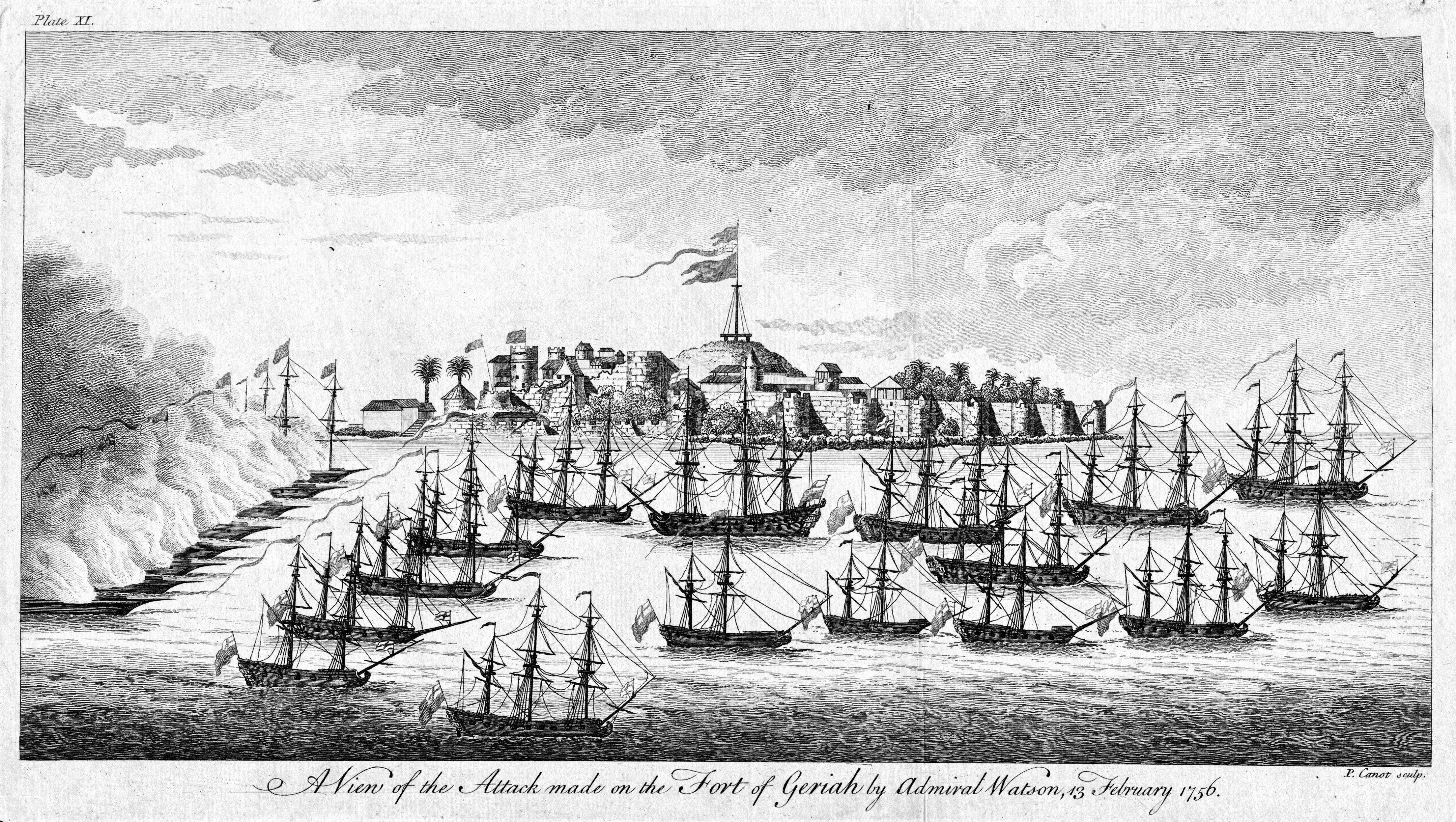
Битва британського флоту і флоту Туладжі Ангрії 1756 року

Тактика маратхського флоту полягала в тому, що слід не допускати жодного зіткнення у відкритому морі; перевага надавалася прибережним водам, оскільки сильніші вітри в морі вигідні були для іноземних кораблів через кращий розмах вітрил. Атака, як правило, здійснювалася з підвітряного або заднього боку. Якщо ворожі кораблі переслідували кораблі маратхів, останні могли використовувати мілководні затоки та бухти як укриття, куди більші ворожі кораблі не могли йти. Атака з корми гарантувала, що ворожі кораблі не могли застосувати бортові гармати, граби маратхів могли розгорнути свої гармати, стріляючи через ніс. При цьому важлива була постійна готовність до відступу з використанням затоків та фортових гармат. Ворожі кораблі захоплювалися в рукопашному бою після посадки на корабель.
Флот поділялся на невеликі ескадри, яких не тримали усіх в одному місці.
Втім Ангрія перетворили посаду саркхела спадкову у своєму роді, прицьому усе узбережжя також належало їм. Це створювало конфлікти з урядом пешви, якому саркхели не завжди підкорялися. Тому пешва Баладжі Баджі Рао вирішив створити власний флот, на чолі якого поставив Рудраджі Дулапа, але найбільшого успіху досяг його брат Анандрао, який успішно діяв проти британського флоту протягом 1775—1782 років. За Бабурао Ангрії підвладний йому флот фактично занепав. Те саме сталося внаслідок Другої англо-маратхської війни з флотом пешви на чолі із братами Джанрао Дулапом й Крішнаджі Дулапом.

## Вірування
Більшість маратхів були шиваїстами та вайшнуїстами. Разом з тим на підвладних землях мешкало багато сунітів та шиїтів. Християни переважно становили найманців.

## Культура
Час Імперії Марахта стала період найбільшого розвитку у Новому часі традиційної субкультури маратхів, розташованої на стику арійського та дравідійського світів.

### Архітектура

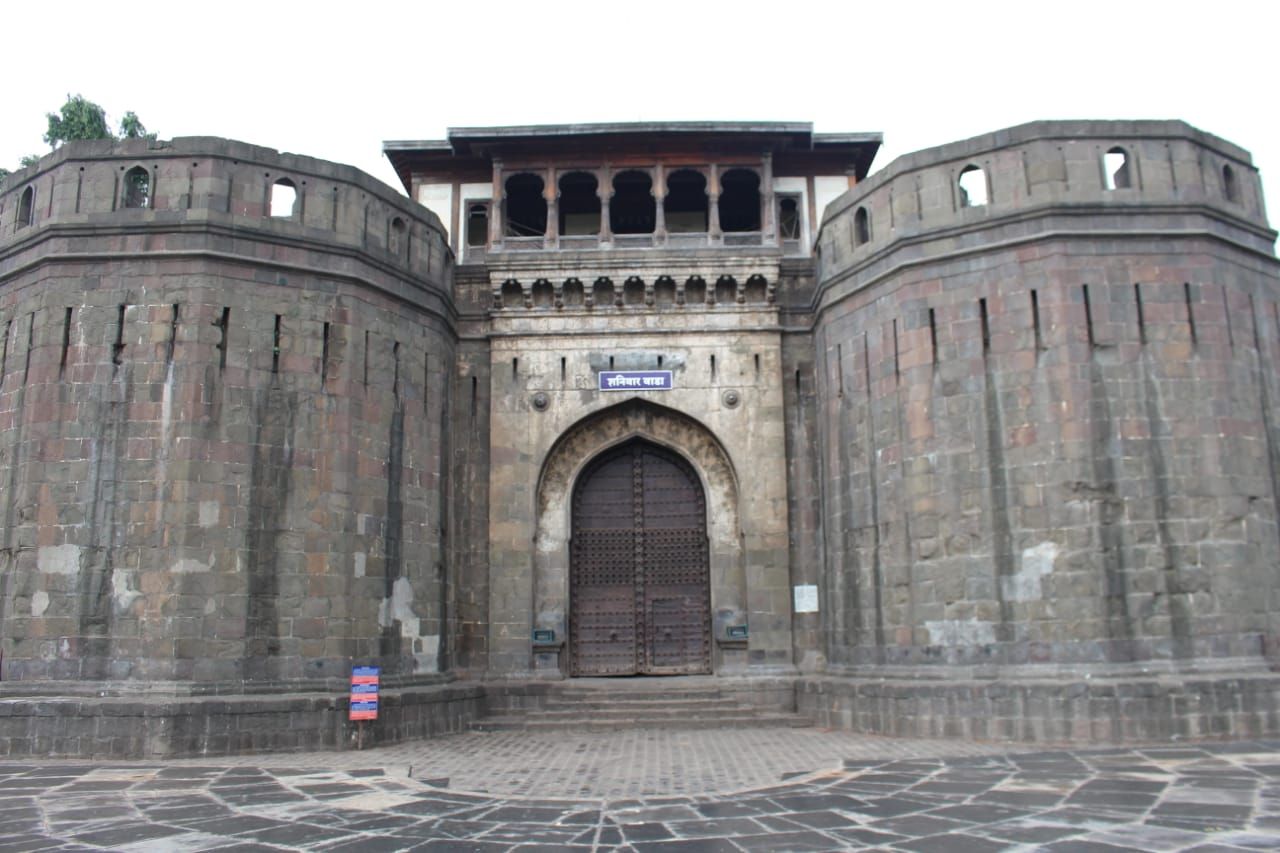
фортеця Шанівар Вада

Було вироблено власний стиль. Декоративними особливостями були стрілчасті арки, важкі різьблені кам'яні кронштейни, вузькі балкони, що виступають на ряди таких кронштейнів, баняподібні неглибокі стелі, що спираються на різноманітні стрижні, головним з яких був переплетений тип. Прикладами цього є такі визначні будівлі, як Шанівар Вада та Лал Махал у Пуні.
Багато храмів джйотірлінгам (шиваїстські святині) були відбудовано маратхами зруйнованими у попередні століття ісламським володарями, зокрема Каші Вішванатх, Махакалешвар, Трімбакешвар, Грішнешвар. Ґгати Варанасі також були відбудовані під патронажем маратхів, насамперед Дашашвамедх Ґгат та Сіндія Ґгат.

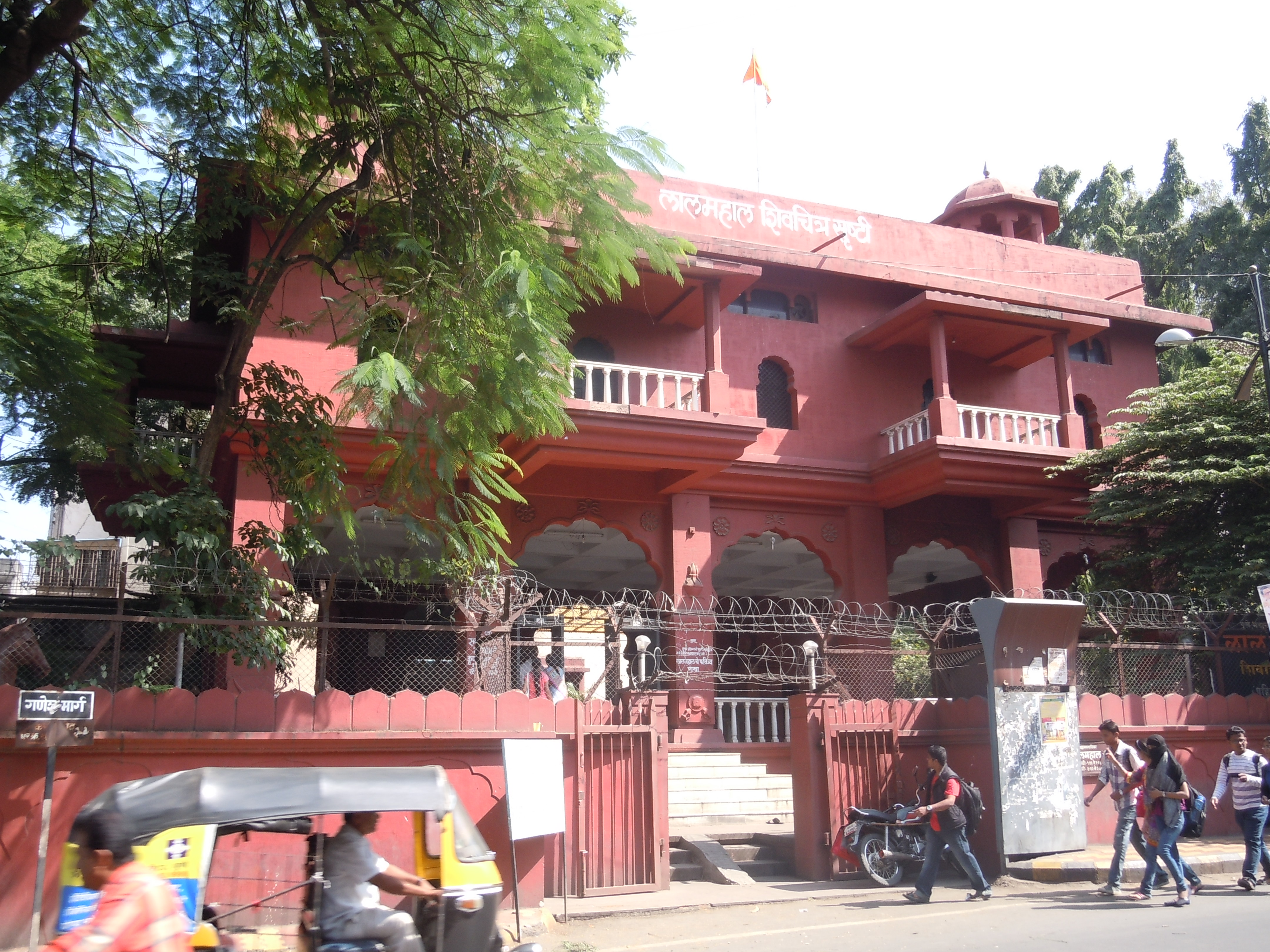
Палац Лал Махал

Споруди маратхів використовували як місцевий архітектурний стиль, так і власний, характерний для маратхів стиль коринфських колон. Основні архітектурні елементи були виготовлені з цегли, дерева, розчину та каменю. Деревина була найбільш використовуваним елементом, оскільки вона легко та дешево доступна в Махараштрі та Карнатаці. Історик Хафі Хан писав про чарівну красу дерев'яних палаців, храмів та фортів XVI століття. Проте дуже мало з них збереглося через війни та порівняно короткий термін служби дерев'яних споруд порівняно з кам'яними та мармуровими. Форти були переважним елементом архітектури маратхів, прикрашені стрілчастими арками в деканському стилі та вишуканими дерев'яними елементами.
Храми маратхів зазвичай мали величезні світильники (діпмала). Дерев’яні вироби, які вони використовували для прикрашання своїх палаців та інших цивільних будівель, були складними та дрібними.

### Прикраси
Ювелірні вироби мали культурну та соціальну важливість для суспільства Імперії. Це підтверджується частими згадками про назви ювелірних виробів у словнику «Раджав'явахара-Коша», складеному за наказом Шиваджі. Прикраси жінки-маратхи – це не просто прикраса, а особлива мова, яка говорить іншим про її статус та події її життя. Значними центрами їх виготовленнями були Колхапур і Пуна. Традиції носіння ювелірних виробів правителів Імперії мали вплив на усіх сусідів та залежних держав, з якими стикалися маратхи.
Першою прикрасою для голови була тура (аватами), що походить від тюрбана (ушніша). Катека (кільце або браслет) виготовлявся у формі круглого гребеня. Санспхуль (сірахпушпа) був ще однією головною прикрасою, яку використовували жінки. Це був гарно витиснений золотий виріб, який носили на потилиці. Він був вирізаний під хризантему чи чорнобривці. Серед прикрас для волосся у джерелах згадується бхангліла (лаламакам), що складалася з ланцюжка та кулона. Біджавара була ще однією прикрасою для волосся, що складалася з перлової нитки з диском або коштовністю на одному кінці. Вона мала прикрашати проділ волосся, ця коштовність підвішувалася на лобі.

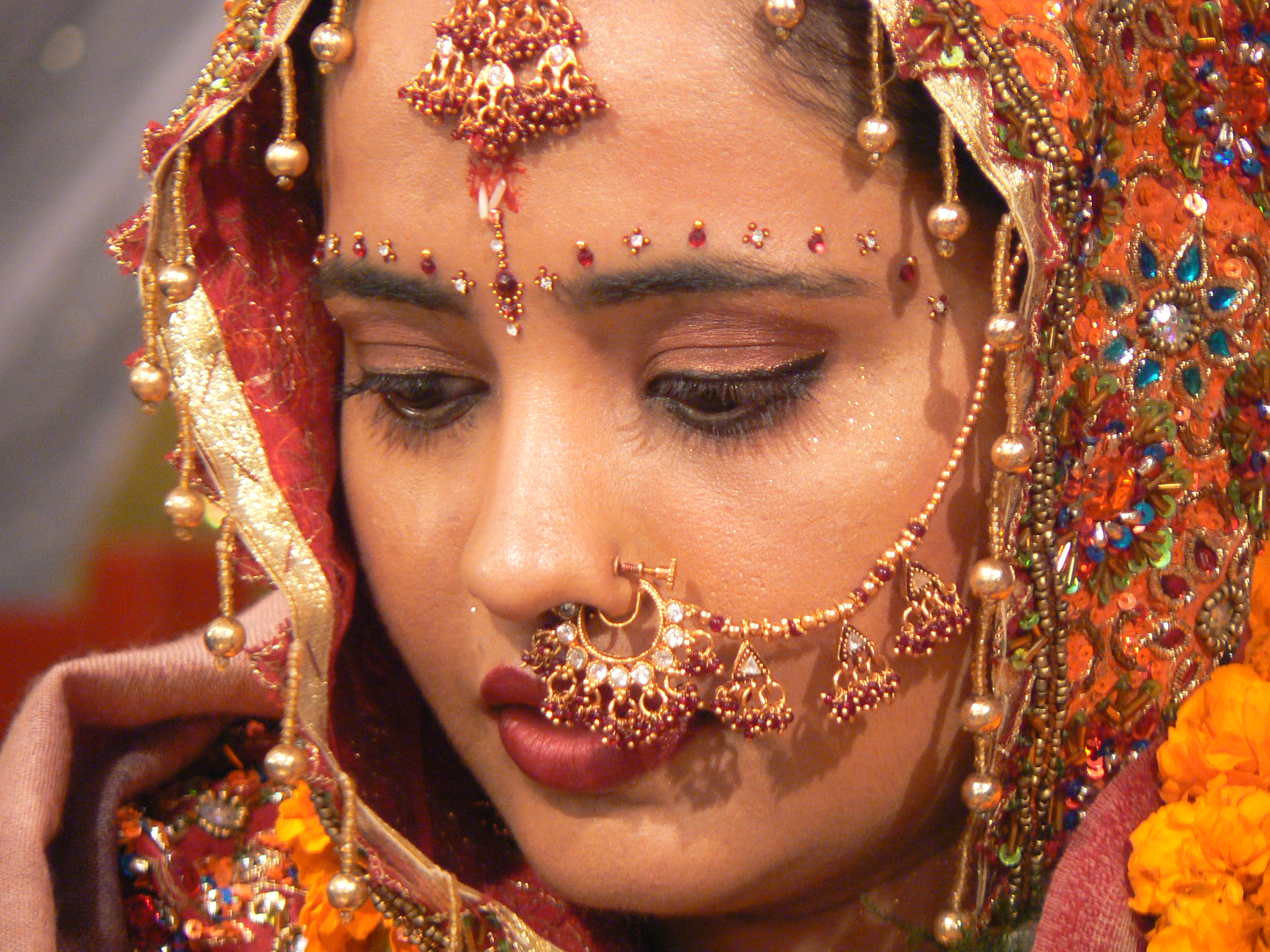
Натх

Бесара, одна з прикрас для носа (наса-пушпа) у формі золотої квітки, до верхнього кінця якої прикріплена перлина, а до іншого кінця — золотий дріт, яким вона кріпиться до носа. Поширена була прикраса натх, яку носили на весіллі або під час церемонії пуджа. Натх було «виткано» перлами, він мав рожевий або білий коштовний камінь посередині. В часи розквіту правління пешв популярним стає брахманський натх з неограненим діамантом, оточеним перлами, колір додавали рубіни та смарагди. Баджі Рао II придбав один такий натх за 5 тис. рупій.

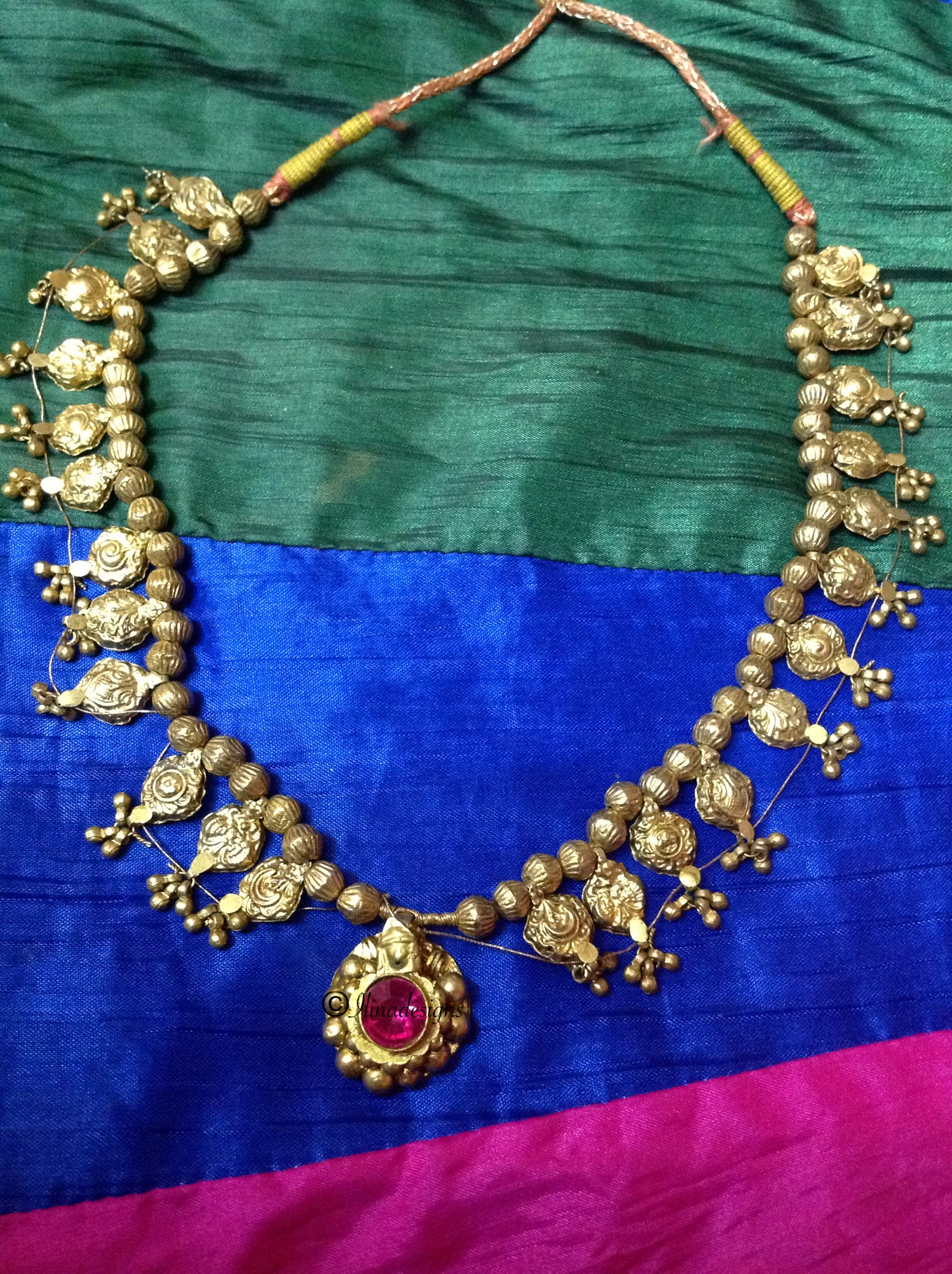
Колхапурі саадж

Серед вушних прикрас відомо куді — золотий диск, що було інкрустовано перлами, який носили на мочці вуха за допомогою гвинта для міцного кріплення. Була поширеною прикрасою для шиї дуґдуґі (грайвеяка). Це був суцільний нашийник із золота або срібла. Прекрасним втіленням махараштрійських ювелірних виробів є колхапурі саадж — довге намисто, назване на честь міста Колхапура, столиці самостійного князівства. Воно містить 21 різьблений листок. З 21 кулона 10 кулонів представляють 9 аватарів бога Вішну, 2 кулони мають рубіни та смарагди, 8 кулонів зображують аштамангал («ашта» означає вісім, а «мангал» означає добрі події), а останній кулон — тавіз — талісман (амулет), що захищає від пристріту, хвороб та безпліддя. Це намисто є символом шлюбу, який дружина носила до смерті чоловіка. Ще одна прикраса для шиї була відома як моханмала (праламбіка), що складається з круглих або бочкоподібних золотих намистин однакового розміру. Намистини гарно нанизані у 2—3 рядки. Популярним з часів Шиваджі було путлі хаар (монетне або храмове намисто).
Баджубанд, толабанда та вакі були прикрасами для руки. Перший — це широка прикраса, схожа на пояс, що кріпилася на сарі та прив'язувалася до плеча. Вакі — це прикраса для ліктя (курпара-бгушанам), виготовлена із золота або срібла з камінцями. У центральної частини було розміщено квітковий мотив, що інкрустовано рубінами.
Прикрасами для рук були пахунчі та хаста-када. Пахунчі виготовляли з перлів. Один такий набір пахунчі містив 100 перлин. Баджі Рао II придбав набір з двох пахунчі за 125 тис. рупій. Пахунчі також виготовляли з маленьких видовжених намистин. Оскільки ці намистини нагадували зуби щура, браслет називався чуха датті. Хаста-када – це проста браслетоподібна пов'язка (каде).
Типами кілець були муді та ангуштхана. Муді — кільце з великим ободком, що також слугувало печаткою. Пізніше це стало загальною назвою кільця, яке носили на вказівному пальці. Ангустхака була великим кільцем із широким циліндром, що носили на великому пальці ноги.
Джоркамар, гунгру та джаджерія були прикрасами, які носили на талії. Джоркамар (зар камар) — широкий пояс, що було зроблено з переплетених золотих ниток. Гунгру був мініатюрним поясом (кінкіні), який видавав солодкий дзвінкий звук. Джаджерія було великим порожнистим кільцем з короткими дзвіночками, призначеним для брязкання.
Прикраси для ніг згадуються в історичних джерелах як пайнджан, полхара та вала. Пайнджан була браслетами на щиколотку, полхара — важкими браслети на щиколотку з масивними кінцями, що звисали з обох боків ноги, і врівноважували один одного. Вала або бала (хамсака), була великою прикрасою з подвійним вигином.